# Volo Varig 797
Il volo Varig 797 era un volo da Abidjan, in Costa d'Avorio, a Rio de Janeiro, in Brasile. Il 3 gennaio 1987, il Boeing 707-320C si schiantò durante l'atterraggio, uccidendo tutti i 12 membri dell'equipaggio e 38 dei 39 passeggeri. Dopo un guasto al motore, il pilota decise di tornare indietro, ma aveva valutato male l'avvicinamento e mandò in stallo l'aereo. Si è schiantato in una piantagione di gomma nel mezzo della giungla, a 18 chilometri (11 miglia; 9,7 nmi) dall'aeroporto ad una velocità di 400 chilometri all'ora (250 mph). Molti passeggeri sopravvissuti allo schianto iniziale morirono nell'inferno che seguì.

## L'aereo e l'equipaggio
L'aereo coinvolto nell'incidente era un Boeing 707-379C, immatricolato come PP-VJK, che ha volato per la prima volta nel 1968. Era alimentato da quattro motori turbojet Pratt & Witney JT3D-3B. PP-VJK era l'ultimo Boeing 707 passeggeri della Varig e l'ultimo volo dell'aereo con Varig, essendo già stato venduto all'aeronautica brasiliana.
L'equipaggio di cabina era composto dal comandante Júlio César Carneiro Corrêa (38), dal primo ufficiale Nélson Figueiredo e dall'ingegnere di volo Eugênio Cardoso.

## L'incidente
Il 2 gennaio, durante il penultimo volo dell'aereo per Abidjan, è scattato l'allarme antincendio per il motore esterno sinistro (n. 1). Un'altra compagnia aerea, Air Afrique, che aveva eseguito la manutenzione per conto della Varig, ispezionò il motore e stabilì che si trattava di un falso allarme. Nelle prime ore di buio del 3 gennaio, l'aereo partì dall'aeroporto di Port Bouet ad Abidjan. 20 minuti dopo la partenza e 200 chilometri (120 mi; 110 nmi) da Abidjan, l'allarme antincendio del motore 1 risuonò una seconda volta. L'ingegnere di volo Cardoso riportò temperature elevate del carburante nel motore, ma gli altri motori funzionavano normalmente. Per precauzione, il capitano Corrêa spense il motore guasto e decise di tornare ad Abidjan.
Cardoso segnalò quindi una perdita di carburante nel motore 1, anche se l'equipaggio ha avuto difficoltà a identificarla. Un assistente di volo ha riferito che un passeggero aveva osservato il motore 1 emettere fuoco. Mentre l'aereo sorvolava Abidjan, il controllore della torre dell'aeroporto di Port Bouet autorizza il volo ad atterrare sulla pista 03, la pista disponibile più vicina. Sebbene il tempo fosse adatto per un avvicinamento visivo, il capitano Corrêa chiese di atterrare invece sulla pista 21, poiché era dotata di un sistema di atterraggio strumentale (ILS). Tuttavia questo tipo di avvicinamento richiedeva ulteriori manovre, inclusa una virata a sinistra su una rotta di 270 gradi. L'equipaggio (probabilmente nel tentativo di prevenire la spinta asimmetrica) decise di ritardare l'estensione dei flap e del carrello di atterraggio fino a superare la portata VHF. Con i flap retratti, l'aereo volava più velocemente per evitare lo stallo.
Durante la virata si attivò lo stick shaker (avviso di stallo) e il sistema di allarme di prossimità al suolo emanò diversi avvisi di "angolo di rollio". L'aereo rollò di 90 gradi a sinistra, stallò e si schiantò in una piantagione di gomma nel mezzo della giungla a 18 chilometri (11 miglia; 9,7 nmi) dall'aeroporto ad una velocità di 400 chilometri all'ora (250 mph).

## Vittime
| Nazionalità    | Passeggeri | Equipaggio | Totale |
| -------------- | ---------- | ---------- | ------ |
| Brasile        | 10         | 12         | 22     |
| Israele        | 2          | 0          | 2      |
| Costa d'Avorio | 13         | 0          | 13     |
| Libano         | 3          | 0          | 3      |
| Francia        | 2          | 0          | 2      |
| Germania Ovest | 2          | 0          | 2      |
| Senegal        | 1          | 0          | 1      |
| Perù           | 1          | 0          | 1      |
| Cile           | 1          | 0          | 1      |
| Camerun        | 2          | 0          | 2      |
| Regno Unito    | 1          | 0          | 1      |
| Stati Uniti    | 1          | 0          | 1      |
| Totale         | 39         | 12         | 51     |

Inizialmente i sopravvissuti ammontarono a tre persone (tutti passeggeri), anche se una morì alcune ore dopo. Quattro giorni dopo il disastro un passeggero britannico morì per le ferite riportate a bordo di un aereo svizzero mentre arrivava a Parigi: avrebbe dovuto essere trasferito in un reparto ustionati in un sobborgo di Parigi. L'unico sopravvissuto, identificato come Neuba Yessoh, un professore universitario ivoriano, aveva ustioni su meno del 20% del suo corpo. Durante l'intervista da parte degli investigatori, Yessoh affermò che molte persone erano sopravvissute all'impatto iniziale, ma avevano perso la vita per le ustioni. Dichiarò anche di essere riuscito a trascinare il passeggero britannico inizialmente sopravvissuto, lontano dai rottami dell'aereo. Morì d'infarto il 4 marzo 2015 all'età di 72 anni.